# Dickleburgh
Dickleburgh is een plaats in het Engelse graafschap Norfolk met 2814 inwoners in 2011. Dickleburgh komt in het Domesday Book van 1086 voor als Dicclesburc. Het naburige dorp Semere, dat toen even groot was, was in de 18e eeuw bijna verdwenen en de herinnering eraan leeft thans alleen nog in straatnamen.
Dickleburgh was in 1800 de geboorteplaats van de illustrator George Cattermole.